# NGC 2074
NGC 2074 هي مجرة تتبع كوكبة أبو سيف. اكتشفها جون هيرشل في 1784.

## روابط خارجية
- NGC 2074 على موقع ويكي سكاي: DSS2, SDSS, GALEX, IRAS, Hydrogen α, X-Ray, Astrophoto, Sky Map, Articles and images